# Cannabis en Norvège
Cette page présente la situation du cannabis en Norvège, notamment du point de vue de la production et de la consommation.

## Situation sur le plan judiciaire
La quantité retenue pour un usage personnel va jusqu’à 15 grammes, au-delà, à l’occasion du 1er délit, la peine est une amende de 1 500  à   5 000 couronnes ; on considère que posséder plus de 15 gr est un trafic et est puni plus sévèrement. Les récidivistes ou les trafiquants risquent des peines de prison. Pour tous les narcotiques, les peines sont les mêmes la consommation personnelle est punie de 6 mois à 2 ans et le commerce de 6 mois à 21 ans.